# Magnolia naga
Magnolia naga (Magnolia denudata Desr.) – gatunek drzewa należący do rodziny magnoliowatych. Pochodzi z Chin. W Polsce jest czasami sadzona jako roślina ozdobna. Marynowane płatki kwiatowe magnolii nagiej są używane na Dalekim Wschodzie do przyprawiania ryżu.

## Morfologia
PokrójDrzewo o wysokości do 10 m. Pokrój korony kulisty.
LiścieDuże, do 20 cm długości, odwrotnie jajowate, lekko owłosione.
KwiatyBiałe, duże, o cytrynowym zapachu, wyrastają na końcach pędów. Jak u wszystkich magnolii, brak zróżnicowania na kielich i koronę. W środku kwiatu liczne pręciki i słupki. Kwitnie przed rozwojem liści.
OwoceOwocostany złożone z mieszków.

## Uprawa
WymaganiaSłoneczne lub półcieniste stanowisko. Lepiej rośnie na żyznej i przepuszczalnej glebie z lekko kwaśnym odczynem. Nie jest wystarczająco odporna na mróz (strefa klimatyczna 6a). Częściej spotkać można jej mieszańce z innymi gatunkami magnolii, wykazujące większą odporność na mróz.

## Odmiany uprawne
- Ze skrzyżowania magnolii nagiej z magnolią purpurową (Magnolia liliflora) wyhodowano liczne odmiany najpiękniejszej wśród magnolii – magnolii pośredniej Magnolia × soulangiana.
- Wyhodowano też odmiany będące mieszańcami magnolii nagiej i magnolii drzewiastej (Magnolia acuminata). Są to mieszańce noszące nazwę magnolii brooklińskiej (Magnolia × brooklyniensis). Są wytrzymałe na mróz (do -26 °C):
  - 'Elizabeth' – cytrynowo lub kremowożółte kwiaty składają się z 6–9 płatków o długości 12 cm i szerokości 5 cm. Kwitnie przez 3 tygodnie, od połowy kwietnia. Drzewo dorasta do 10 m wysokości, a jego korona ma piramidalny pokrój.
  - 'Butterflies' – żółte kwiaty. Charakteryzuje się tym, że jej płatki nie brązowieją podczas starzenia się kwiatu.
  - 'Yellov River' – małe drzewo, lub krzew (5–8 m wysokości). Jasnożółte, pachnące kwiaty o średnicy do 15 cm, mające 9 grubych płatków. Kwitnie od połowy kwietnia.
  - inne odmiany tej krzyżówki to: 'Goldfinch', 'Yellow Bird', 'Golden Sun', 'Legend', 'Sundance', 'Sun Ray', 'Yellow Fever', 'Yellow Garland'.